# دن مک‌نیل (تنیس‌باز)
 دن مک‌نیل (انگلیسی: Don McNeill؛ زاده ۳۰ آوریل ۱۹۱۸ درگذشته ۲۸ نوامبر ۱۹۹۶) یک تنیس‌باز اهل ایالات متحده آمریکا بود. 